# Les Identitaires
Les Identitaires (tidigare känd som Bloc identitaire) är en fransk identitär, nationalistisk rörelse och politiskt parti.
Global Project Against Hate and Extremism (GPAHE) klassificerade 2023 Les Identitaires som en "vit nationalistisk" och "antimuslimsk" grupp. Undergruppen Génération Identitaire förbjöds 2021.

## Historia
Les Identitaires grundades 2003 och blev ett politiskt parti 2009.
Bland grundarna fanns medlemmar i Unité Radicale (UR) tillsammans med andra högerradikaler. Däribland Fabrice Robert, tidigare UR-medlem, förtroendevald politiker i Front National och medlem i Nationella republikanska rörelsen (MNR), och Guillame Luyt tidigare medlem av monarkistiska Action française och UR .
Partiets ungdomsförbund Génération Identitaire (GI) bildades 2012. I samband med det lanserades videon ”En krigsförklaring” som förklarade att 68-generationen hade förstört samhället, genom att bland annat påtvinga den yngre generationen en "rasblandning". 2017 deltog GI i aktionen Defend Europe som syftade till att sabotera för organisationer som hjälper flyktingar på medelhavet. Génération Identitaire förbjöds av av den franska regeringen i mars 2021.

## Ideologi
Les Identitaires hör till den identitära rörelsen som har sitt ursprung i nya högern och den konservativa revolutionen.   
Partiet riktar sig till "unga fransmän och européer som är stolta över sina rötter och sitt ursprung". De motsätter sig "imperialism, oavsett om den är amerikansk eller islamisk" och stöder den högerextrema konspirationsteorin om det stora folkutbytet.

## Verksamhet
Les Identitaires har anklagats för att avsiktligen servera fläskkött i sina soppkök. En så kallad soupe identitaire (identitär soppa) serverades till behövande med avsikten att exkludera judar och muslimer. Tillsammans med den Vlaams Belang-befryndade organisationen Antwerpse solidariteit har de arrangerat soppkök i Strasbourg, Nice, Paris och Antwerpen. De identitära sopporna förbjöds av Strasbourgs myndigheter 2006 och beskrevs som "diskriminerande och främlingsfientliga".
Les Identitaires driver Novopress, en webbaserad, högerradikal nyhetsförmedling grundad av Fabrice Robert. Fokus ligger på geopolitik, invandring, islam och ämnen relaterade till europeiska nya högern, populism och högerextrem opinionsbildning. 2008 hade Novopress 13 nationella redaktioner i Europa och Nordamerika, och var särskilt stor i Irland, Italien och Frankrike